# جاپت اگیلار
جاپت اگیلار (انگلیسی: Japeth Aguilar؛ زادهٔ ۲۵ ژانویهٔ ۱۹۸۷) بازیکن بسکتبال اهل فیلیپین است.
از باشگاه‌هایی که در آن بازی کرده‌است می‌توان به جینبرا سن میگل اشاره کرد.
وی در مسابقات کشوری و بین‌المللی در مجموع برندهٔ ۲ مدال طلا، ۱ مدال نقره، ۲ مدال برنز شده‌است.